# Delphinium pseudohamatum
Delphinium pseudohamatum är en ranunkelväxtart som beskrevs av Wen Tsai Wang. Delphinium pseudohamatum ingår i släktet storriddarsporrar, och familjen ranunkelväxter. Inga underarter finns listade i Catalogue of Life.